# Europalia
Europalia (sinds 2023 geschreven als europalia) is een in Brussel gevestigd internationaal tweejaarlijks kunstenfestival dat het culturele erfgoed en de kunstscene van één uitgenodigd land in de kijker zet. Het festival heeft ook meermaals edities gewijd aan een thema in plaats van aan een land. Europalia werd opgericht om de kunst en cultuur van de Europese landen naar het hart van Europa zelf te brengen, hoewel sinds 1989 — met Europalia Japan — ook niet-Europese landen aan bod komen. Het allereerste festival in 1969 was gewijd aan Italië.
De naam europalia is een combinatie van twee woorden: "Europa" en "Opalia", een oud Romeins oogstfeest dat midden december werd gehouden ter ere van Ops, de godin van de aarde en de vruchtbaarheid. Haar naam ligt aan de basis van het Latijnse woord "Opus", dat “kunstwerk” betekent.
Gedurende vier maanden (traditioneel vanaf oktober) presenteert europalia in samenwerking met een breed netwerk van culturele partners (musea, theater- en concertzalen en andere locaties) een reeks artistieke en sociaal-culturele projecten die beeldende kunst, podiumkunsten, film, muziek, literatuur en debat samenbrengen. De laatste jaren nemen nieuwe creaties en artistieke residenties een centrale plaats in binnen het multidisciplinaire programma, dat zich richt op zowel het erfgoed als de hedendaagse kunstscene van het gastland.
Het openingsevenement vindt plaats in de hoofdstad, maar het programma ontplooit zich ook in andere steden in België, zoals Luik en Antwerpen. Andere Europese steden (in landen als Nederland, Frankrijk, Luxemburg en Duitsland) organiseerden in het verleden ook europalia-evenementen.
De festivalkosten worden verdeeld tussen België en het gastland. Europalia wordt financieel gesteund door onder andere de nationale, regionale en gemeenschapsregeringen van België.
Het volgende festival, dat in oktober 2025 van start gaat, zal europalia españa zijn.

## Edities

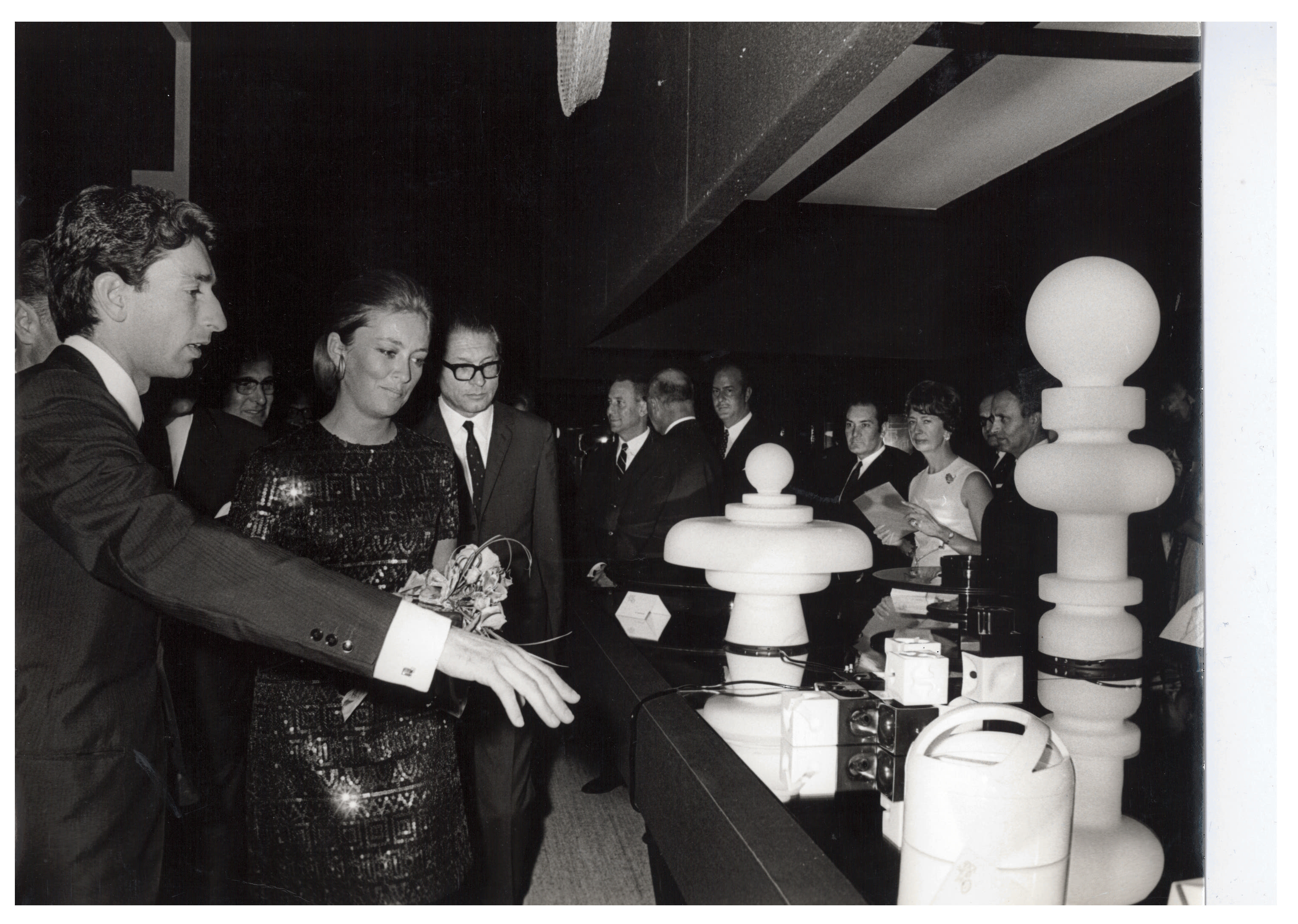
Europalia Italia 1969

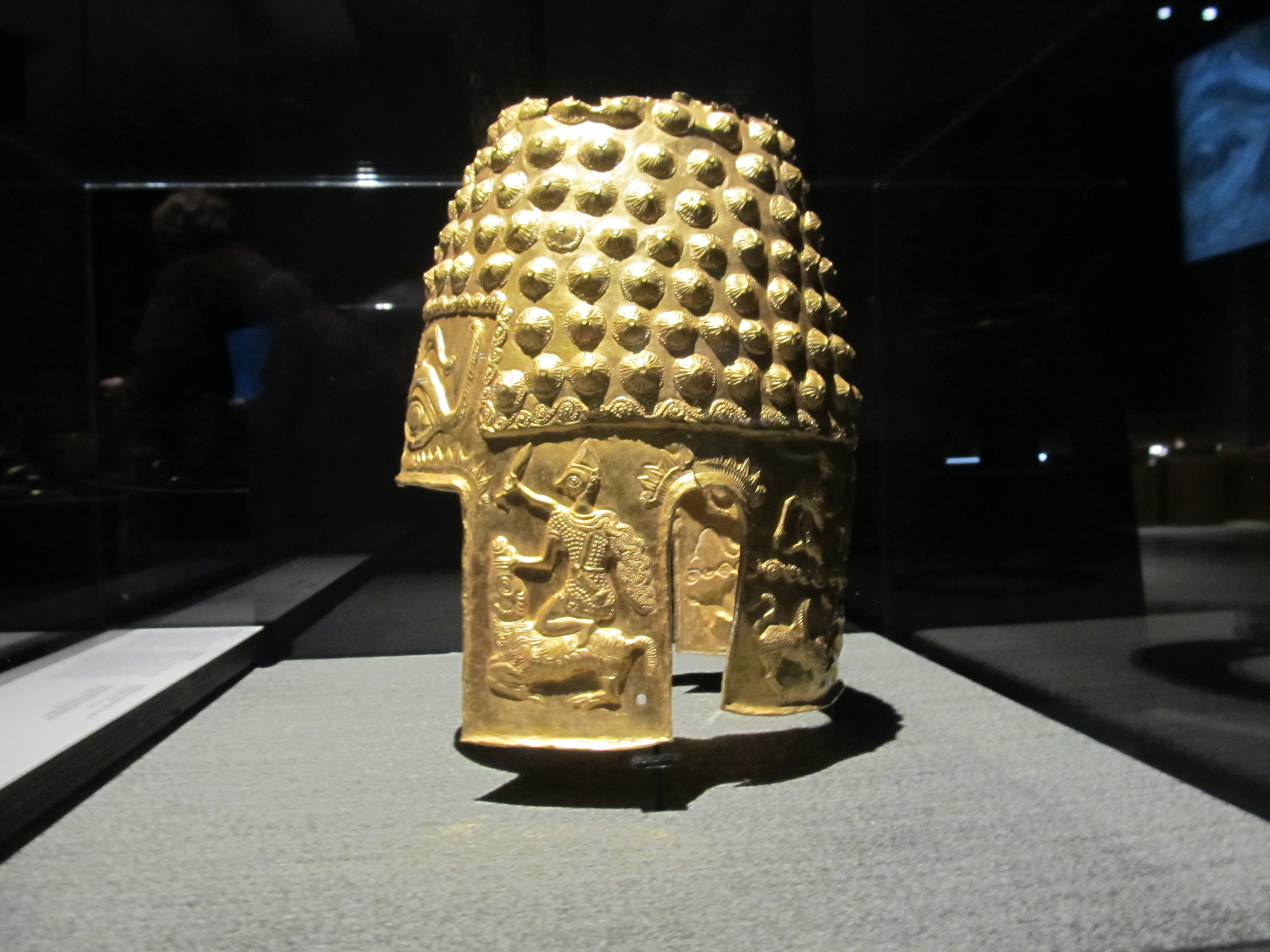
Europalia Romania 2019

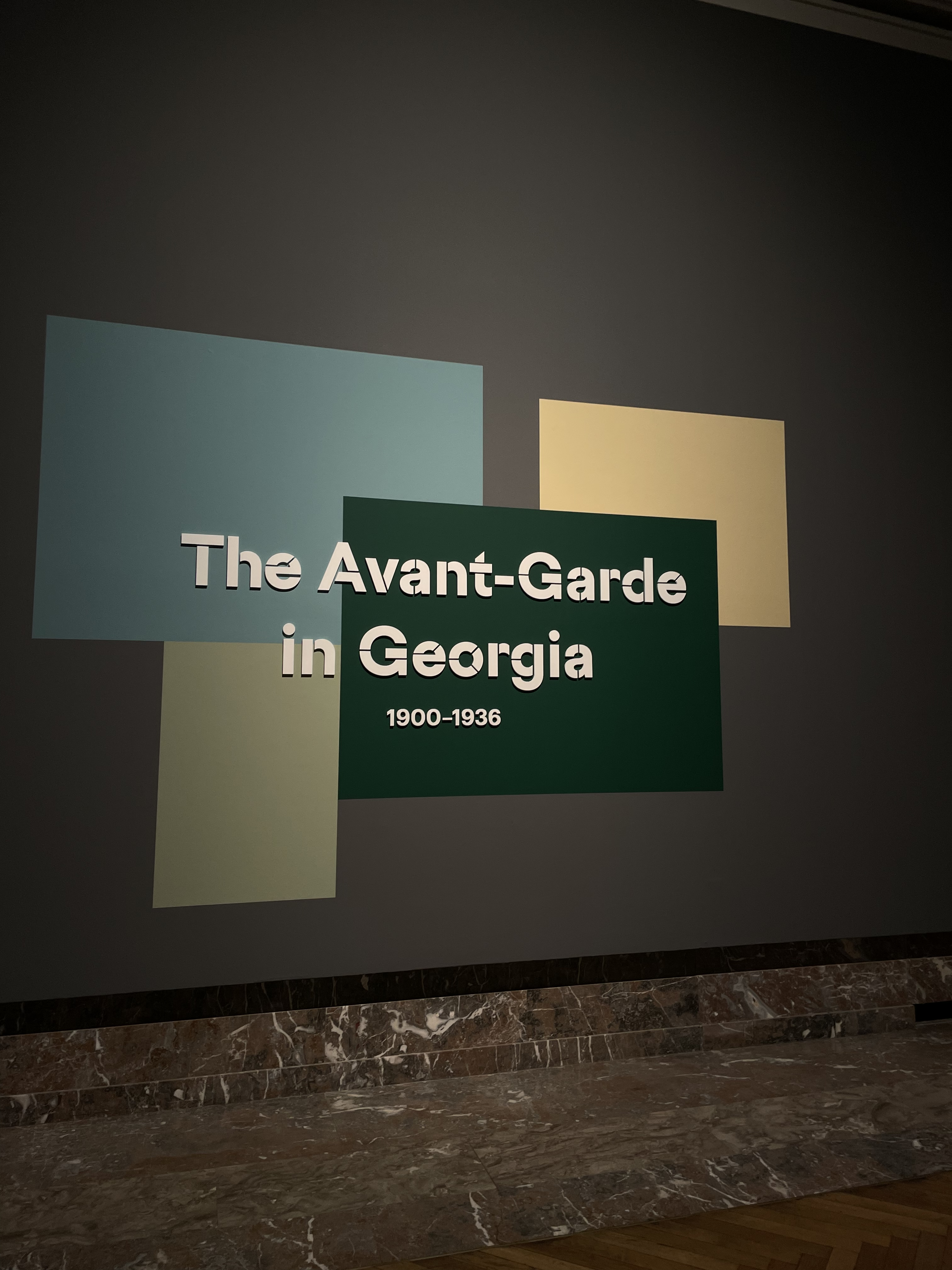
europalia georgia 2023

- 1969 Italië
- 1971 Nederland
- 1973 Verenigd Koninkrijk
- 1975 Frankrijk
- 1977 Duitsland
- 1980 België
- 1982 Griekenland
- 1985 Spanje
- 1987 Oostenrijk
- 1989 Japan
- 1991 Portugal
- 1993 Mexico
- 1996 Victor Horta
- 1998 Tsjechië
- 1999 Hongarije
- 2000 Brussel
- 2001 Polen
- 2002 Bulgarije
- 2003 Italië
- 2005 Rusland
- 2007 Europe
- 2009 China
- 2011 Brazilië
- 2013 India
- 2015 Turkije
- 2017 Indonesië
- 2019 Roemenië
- 2021 Trains & Tracks
- 2023 Georgië
- 2025 Spanje

## Selectie van opmerkelijke evenementen
- 1971 – Rembrandt and his Time (tentoonstelling) bij Bozar, Brussel (Europalia Netherlands)
- 1973 – David Hockney (tentoonstelling) bij Bozar, Brussel (Europalia Great Britain)
- 1980 – Bruegel, a Dynasty of Painters (tentoonstelling) bij Bozar, Brussel (Europalia Belgium)
- 2003 – Venus Unveiled (tentoonstelling) bij Bozar, Brussel (Europalia Italia) – curator: Umberto Eco
- 2009 – The State of Things (tentoonstelling) bij Bozar, Brussel (Europalia China) – curatoren: Ai Weiwei en Luc Tuymans
- 2011 – Tropicália (concert) van Tom Zé & Quintet bij, onder andere, VIERNULVIER (Gent), DE SINGEL (Antwerpen) (Europalia Brazil)
- 2017 – Power and Other Things (tentoonstelling) bij Bozar, Brussel (Europalia Indonesia)
- 2019 – Brancusi. Sublimeren van vorm (tentoonstelling) bij Bozar, Brussel (Europalia Romania)
- 2021 –  La Ronde van Boris Charmatz/Terrain (performance) in station Brussel-Noord (Europalia Trains & Tracks)
- 2023 – Georgische polyfonie: Triple Bill Basiani Ensemble, Gori Women’s Choir & Georgian State Chamber Choir (concert) bij, onder andere, Concertgebouw (Brugge) (Europalia Georgia)

## Directeurs

### Algemeen directeurs
- 1985-1993: Martine Baudin
- 1993-1996: Paul Vandenbussche
- 1996-2005: Luc Stainier
- 2005-2017: Kristine De Mulder
- 2017-2023: Koen Clement
- 2023-heden: Christian Salez

### Artistiek directeurs
- 2014-heden: Dirk Vermaelen